# Nordkjosbotn (Nordreisa)
Nordkjosbotn est une localité du comté de Troms, en Norvège.

## Géographie
Administrativement, Nordkjosbotn fait partie de la kommune de Nordreisa.